# Saluti e baci (film 1953)
Saluti e baci è un film del 1953 diretto da Maurice Labro e Giorgio Simonelli.

## Trama
Carlo è un giovane presentatore della radio. La sua trasmissione, «Voci nuove», non ha grande successo e, per promuoverla, organizza un concorso di dilettanti in un villaggio di montagna che si risolve in un ennesimo fiasco. Verso la fine della serata tuttavia, la maestra elementare Marina si impadronisce del microfono e invita gli ascoltatori a inviare una cartolina illustrata a Tonino, un suo alunno orfano che non ne ha mai ricevuta una.
L'appello della giovane maestra riscuote un inaspettato successo, Tonino riceve centinaia di cartoline e Tonino, assumendosi immeritatamente la responsabilità dell'iniziativa, prende spunto per una nuova trasmissione, che si chiamerà «Saluti e baci». Esprimendole la sua gratitudine, Carlo si riavvicina a Marina e fra i due nasce un tenero sentimento.

## Produzione
Antesignano dei musicarelli, il film utilizza una trama semplice come pretesto per l'esibizione di una serie di cantanti e artisti di varietà.